# Charles-Joseph de Ligne
Charles-Joseph de Ligne, książę de Ligne (niem. Karl Joseph Fürst von Ligne, Prince d´Epinay et d´ Amblise) (ur. 23 maja 1735 w Brukseli, zm. 13 grudnia 1814 w Wiedniu) – książę Świętego Cesarstwa Rzymskiego, dyplomata i wojskowy w służbie Austrii i pamiętnikarz, zwany „największym z Walonów” (le plus grand des Wallons).

## Życiorys
Syn Klaudiusza Lamorala II, 6. księcia Ligne, i Elżbiety Aleksandryny, księżniczki Salm. Ród de Ligne wywodził się z Belgii (wtedy: Niderlandy Austriackie). 6 sierpnia 1755, w Valticach ożenił się Franciszką Marią Ksawerią, księżniczką Liechtensteinu (1739–1821), siostrą Franciszka Józefa I, księcia Liechtensteinu. Para miała siedmioro dzieci:
- Karola Antoniego Józefa Emanuela (25 września 1759–14 września 1792), męża Heleny Apolonii Massalskiej,
- Franciszka Leopolda (3 listopada 1764–6 stycznia 1771),
- Ludwika Eugeniusza Marię Lamorala (7 maja 1766–10 maja 1813),
- Adalberta Ksawerego (26 sierpnia 1767–23 maja 1771),
- Marię Krystynę Leopoldynę (25 maja 1757–13 września 1830),
- Eufemię Krystynę Filipinę (18 lipca 1773–30 marca 1834),
- Florę Adelajdę Karolinę (8 listopada 1775–9 grudnia 1851).

Miał również nieślubną córkę z Adelajdą Fleury:
- Krystynę (4 stycznia 1788–19 maja 1867), żonę Maurycego O’Donnell von Tyrconnell (1780–1843).

Był, obok takich ludzi jak: Giacomo Casanova (1725–1798) i Giuseppe Gorani (1740–1819) największym pamiętnikarzem XVIII wieku. Jego talenty literackie podziwiali: Goethe, Lord Byron, Barbey d’Aurevilly, Paul Valéry i Paul Morand. Mówił o sobie, że ma tuzin ojczyzn. Nie był przywiązany do Belgii, ani do innych krajów.
Mianowany pułkownikiem armii austriackiej przed bitwą pod Kunowicami, wysłany do Wersalu, by zawiadomić francuskich sojuszników o zwycięstwie austriackim, jakim była bitwa pod Maxen. Znał dobrze i odwiedzał Voltaire’a, Rousseau, Madame de Staël. Z Katarzyną Wielką regularnie korespondował.
12 lutego 1785 został mianowany na stopień generała artylerii, a 6 września 1808 na stopień marszałka polnego.

## Dzieła
Pełne wydanie jego dzieł liczy 34 tomy, w tym:
- Lettres à Eugénie sur les spectacles (1774)
- Céphalide, ou les Autres mariages samnites, comédie en musique (1777)
- Préjugés et Fantaisies militaires (1780)
- Colette et Lucas, comédie en musique (1781)
- Coup d'œil sur Belœil (1781)
- Fantaisies militaires (1783)
- L’Amant ridicule, proverbe en prose (1787)
- Mélanges militaires, littéraires et sentimentaires (1795–1811)
- Mémoires sur les Juifs (1795–1811)
- Les Embarras, pièce en un acte (manuscrit)
- Contes immoraux

## Wydania dzieł
- Charles-Joseph de Ligne, Œuvres, édition établie et présentée par Roland Mortier, Éditions Complexe, Bruxelles, 2006, coffret composé de 3 tomes ISBN 2804800819.